# Les Cent Livres des Hommes
Les Cent Livres des Hommes est une série d'émissions littéraires de Claude Santelli et Françoise Verny, réalisées notamment par Claude Santelli, Jean Archimbaud, Serge Moati, qui compta 39 épisodes sur les 100 prévus. La série fut diffusée sur la première chaîne de l'ORTF de 1969 à 1973.

## Quelques participants
- France Dougnac (1969)
- Pierre Mondy (1970)
- Marie-Christine Barrault (1971)
- Denise Gence de la Comédie-Française (1971- deux épisodes)
- Isabelle Huppert (1971)
- Madeleine Renaud (1971)
- Gabriel Cattand (1971)
- Alain Libolt (1971)
- Brigitte Fossey (1971-1973)
- Dominique Rozan de la Comédie-Française (1971)
- Jean-Luc Boutté de la Comédie-Française (1972)
- Alice Reichen (1972)
- Nicolas Silberg de la Comédie-Française (1972)
- Claude Rich (1973)
- Pauline Carton (1973)